# 鉄山郡
鉄山郡（チョルサンぐん）は、朝鮮民主主義人民共和国平安北道西部にある郡である。

## 地理
黄海（西朝鮮湾）へ向かって南に張り出した鉄山半島がある。北西に塩州郡（ヨムジュグン）、北東に東林郡（トンニムグン）と接する。
海抜300mを越えない丘陵地帯で形成されている。郡中央部には連帯山などの山地もあるが、高くはない。森は主に松とクヌギで形成されている。複雑な海岸線を持ち、南方の沖合いには椵島（カド/가도）など数十の島々がある。これらの地域では貝が豊富に産出される。
黄海に面した温暖な海洋性気候であり、平安北道では冬に最も暖かいところである。平均気温は摂氏8.9度で、1月平均は-7.9度、8月平均は24度。年降水量は900mm。
名勝地として、椵島にある石灰岩洞窟の馬仙窟（マソングル/마선굴）が有名。鉄山郡の島々は海鳥保護区域に指定されている。「薔花紅蓮伝」の舞台でもある。

## 行政区画
1邑・2労働者区・25里を管轄する。
| - 鉄山邑（チョルサヌプ） - 加峯労働者区（カボンノドンジャグ） - 長松労働者区（チャンソンノドンジャグ） - 椵島里（カドリ） - 佳山里（カサンニ） - 倹巌里（コマムニ） - 根川里（クンチョンニ） - 金山里（クムサンニ） - 起鳳里（キボンニ） - 大和里（テファリ） - 東倉里（トンチャンニ） - 東川里（トンチョンニ） - 東平里（トンピョンニ） - 蓮水里（リョンスリ） | - 令朔里（リョンサンニ） - 梨花里（リファリ） - 明巌里（ミョンアムニ） - 文峯里（ムンボンニ） - 保山里（ポサンニ） - 仙巌里（ソナムニ） - 宣州里（ソンジュリ） - 星巌里（ソンアムニ） - 寿富里（スブリ） - 梧峯里（オボンニ） - 元世平里（ウォンセピョンニ） - 月峯里（ウォルポンニ） - 豊川里（プンチョンニ） - 鶴山里（ハクサンニ） |

## 歴史
高句麗・渤海を経て高麗の領域となった。1018年には鉄州防禦使が設置された。朝鮮王朝期の1413年に鉄山と改称され、1415年に鉄山郡となった。17世紀初頭、明の将軍毛文龍は、親明・反後金の姿勢を明らかにした朝鮮王朝（仁祖）の支持の下、椵島（皮島）など鉄山一帯を拠点として後金（清）の後背を脅かす遊撃戦を行い、結果として後金軍の朝鮮侵攻（丁卯胡乱）を招くことになる。
1945年8月15日の時点で、鉄山面・栢梁面・扶西面・余閑面・站面・西林面の6面104里があった。1952年の北朝鮮の地方行政区画再編により一部が東林郡・塩州郡に分割され、鉄山面・扶西面・余閑面・栢梁面などの地域で鉄山郡（1邑28里）が再構成された。

### 年表
この節の出典
- 1914年4月1日 - 郡面併合により、平安北道鉄山郡に以下の面が成立。(8面)
  - 古城面・栢梁面・丁恵面・站面・余閑面・西林面・扶西面・雲山面
- 1918年 - 古城面および扶西面の一部が合併し、鉄山面が発足。(8面)
- 1939年 (6面)
  - 丁恵面が扶西面に編入。
  - 雲山面が栢梁面に編入。
- 1943年10月1日 - 宣川郡深川面の一部が站面に編入。(6面)
- 1952年12月 - 郡面里統廃合により、平安北道鉄山郡鉄山面・栢梁面・扶西面および余閑面の一部地域をもって、鉄山郡を設置。鉄山郡に以下の邑・里が成立。(1邑28里)
  - 鉄山邑・富永里・東平里・月峯里・令朔里・根川里・保山里・仙巌里・倹巌里・寿富里・明巌里・椵島里・大和里・豊川里・東倉里・錦峯里・起鳳里・鶴山里・梧峯里・星巌里・長松里・金山里・宣州里・梨花里・佳山里・文峯里・元世平里・鷲巌里・蓮水里
- 1954年 (1邑3労働者区25里)
  - 富永里が東川労働者区に昇格。
  - 東倉里が東倉労働者区に昇格。
  - 鷲巌里が加峯労働者区に昇格。
- 1958年 (1邑4労働者区23里)
  - 錦峯里が寿富里に編入。
  - 長松里が長松労働者区に昇格。
- 1963年 (1邑2労働者区25里)
  - 東倉労働者区が東倉里に降格。
  - 東川労働者区が東川里に降格。
- 1967年4月 - 東林郡新谷労働者区の一部が加峯労働者区に編入。(1邑2労働者区25里)
- 1967年10月 - 加峯労働者区の一部が東林郡豊川里の一部と合併し、東林郡新谷労働者区となる。(1邑2労働者区25里)
- 2002年9月12日 - 郡域の一部が新義州特別行政区に指定される。(1邑2労働者区25里)
  - 指定される地域は梨花里・金山里の各一部である。

## 交通
- 鉄山線
  - 東川駅

## 東倉里
東倉里（トンチャンニ、동창리）は、鉄山郡東南部、鉄山半島の東部にある地区である。ミサイル発射基地が建設されている。
- Googleマップ ミサイル発射基地